# Феоктист (Мочульский)
Архиепископ Феоктист (в миру — Иван Мочульский; 1 марта 1729 — 30 апреля 1818) — епископ Русской православной церкви, архиепископ Курский и Белгородский. Член Императорской Российской академии русской словесности.

## Биография
Родился в 1729 году на Заднепровской Украине в шляхетской семье.
Образование получил в Переяславской духовной семинарии, затем в Киевской духовной академии, где пострижен в монашество и, вероятно, рукоположен во иеромонаха.
В 1761 году вызван в Санкт-Петербург в сухопутный корпус на должность законоучителя, которую занимал в течение шести лет.
Возведённый в сан архимандрита, в течение семнадцати лет настоятельствовал в монастырях: с 1767 года — в Петропавловском Глуховском Черниговской епархии; с 1768 года — в Рождество-Богородицком Гамалеевском Черниговской епархии; с 1769 года — в Киево-Михайловском Златоверхом Киевской епархии. С 16 июля 1775 года — в Ростовском Яковлевском Ярославской епархии.
После учреждения в 1775 году Славянской и Херсонской епархии и назначения в неё архиепископа Евгения (Булгариса) архимандрит Феоктист, как знаток греческого языка, был определён коадъютором владыки и помогал ему управлять епархией.
С 28 июля 1776 года — настоятель Полтавского Крестовоздвиженского монастыря, а 4 марта 1779 года уволен из этого монастыря.
4 марта 1781 года назначен настоятелем Макариева Калязинского монастыря Тверской епархии.
7 января 1784 года хиротонисан во епископа Севского и Брянского, викария Московской епархии.
9 февраля 1787 года переведён на Белгородскую кафедру, так как Севская епархия выделилась в самостоятельную, Орловскую и Севскую.
С 16 октября 1799 года в связи с переименованием Белгородской епархии в Курскую стал именоваться Курским и Белгородским.
16 января 1800 года награждён орденом Святой Анны 1-й степени.
Около 1800 года владыкой Феоктистом был организован кружок ученых мужей, которые занимались переводом сочинений святителя Амвросия Медиоланского.
15 сентября 1801 года возведен в сан архиепископа.
Заботился о поднятии нравственного уровня духовенства. Наблюдал за правильностью консисторского делопроизводства и консисторских определений.
С 1810 года преосвященный Феоктист начал болеть и выражал желание удалиться на покой в Обоянский монастырь, но прошение его не было одобрено, и он оставался на епархии до самой кончины.
С 1815 года архиепископ Феоктист был избран почетным членом Харьковского университета и членом Академии наук.
В 1817 году владыка Феоктист открыл в Курске Библейское общество и был его вице-президентом.
Скончался 30 апреля 1818 года на 90—м году жизни. Погребён в Троицком соборе города Белгорода.

## Педагогическая деятельность
Ему принадлежит честь открытия и устройства низших духовных училищ в Курске, Старом Осколе, Обояни, Путивле, Рыльске, Короче, Щиграх, Фатеже, Судже, Хотмыже, в слободах Борисовке и Тамаровке и в селах Юрьевке и Успенском Льговского уезда. Главное внимание преосвященный обращал на духовное образование юношества, на улучшение учебно-воспитательного дела. Им была учреждена Белгородская, впоследствии Курская духовная семинария — любимое его детище. Это был поистине просветитель Курского края. Он заботился о том, чтобы светское общество знало и ценило духовные школы. Для этого он устраивал публичные училищные акты, диспуты и всевозможные церемонии. Преосвященный Феоктист написал много учебников. Он был выдающимся педагогом-писателем и даже ученым своего времени.
Известен преосвященный Феоктист и как проповедник.
Преосвященный Феоктист вёл миссионерскую работу среди духоборов, много приложил усилий в деле присоединения к Православной Церкви сектантов, а также иноверных.